# John A. Samford
John Alexander Samford (29 août 1905 à Hagerman au Nouveau-Mexique, mort en 1968) est un lieutenant général de l'United States Air Force ayant notamment été directeur de la National Security Agency (NSA) de 1956 à 1960.

## Biographie
Né en 1905 à Hagerman, une petite ville du Nouveau-Mexique, John Samford sort diplômé de West Point en 1928 et rentre dans l'United States Army Air Corps. Durant la Seconde Guerre mondiale, il occupe le poste de chef d'état major du 8th Air Force de 1942 à 1944, avant de rentrer au Pentagone en tant qu'officier du renseignement.
Samford dirige le renseignement de l'US Air Force de 1951 à 1956, date à laquelle il est nommé directeur de la NSA. Cette nomination a pu paraître étonnante étant donné que Samford était hostile à la création de la NSA, cependant il est rapidement devenu un fervent soutien de l'agence et a su faire preuve de diplomatie afin de développer et renforcer la NSA.

## Décoration
- Army Distinguished Service Medal reçu pour son action durant la Seconde Guerre mondiale[2].